# Diphysa ormocarpoides
Diphysa ormocarpoides là một loài thực vật có hoa trong họ Đậu. Loài này được (Rudd) M. Sousa & R. Antonio miêu tả khoa học đầu tiên năm 1991.